# Stephany Skrba
Stephany Skrba, née le 13 avril 1987 à Etobicoke (Canada) est une joueuse canadienne de basket-ball au passeport serbe.

## Formation
Après été nommée Miss Basketball Canada en 2005, elle est formée à l'Université du Michigan, elle réussit une bonne saison de première année, ou freshman avec 7,0 points de moyenne, mais ne voit pas son rôle augmenter les années suivantes. Elle est néanmoins classée quatrième meilleure contreuse de l'histoire des Wolverines et est nommé deux Big Ten Athlete of the Week durant sa saison seniore,. 
À l'Aris Thessalonique en Grèce, elle obtient durant la saison 2010-2011 des statistiques moyennes de 13,1 points (60,3 %) et 10,1 rebonds en championnat et dispute l'Eurocoupe (5 matches, 13,5 points à 76,5 % et 8,0 rebonds). À l'été 2011, cette diplômée en langue française s'engage avec Montpellier. 
Elle rejoint la saison suivante Bourges dans un rôle de première rotation derrière Nwal-Endéné Miyem et Emmeline Ndongue loin de se rendement montpelliérain. Elle gagne la troisième place de l'Euroligue 2012-2013. En avril 2013, elle remporte le titre de championne de France avec Bourges, mais son rendement décevant fait qu'elle n'est pas conserve pour la saison suivante.
Après deux années consacrée à la maternité, elle s'engage initialement avec le club de Ligue 2 de Dunkerque-Malo en juillet 2015, mais trouve preneur en LFB à Arras où elle remplace la serbe Jovana Rad enceinte.
En 2016-2017, elle joue en Grèce, avec l'équipe AO Proteas Voulas.
Pour la saison 2018-2019, après avoir passé l'année 2017-2018 en Pologne avec Sosnowiec, elle s'engage avec le club d'Angers en Ligue 2. Dans l'Anjou, ses statistiques sont de 11 points et 8,8 rebonds. Pour la saison suivante, elle reste en Ligue 2 mais rejoint l'Alsace à la SIG.

## Palmarès
- Championne de France : 2013[8]